# Lichnoptera bivaria
Lichnoptera bivaria är en fjärilsart som beskrevs av Walker 1856. Lichnoptera bivaria ingår i släktet Lichnoptera och familjen Pantheidae. Inga underarter finns listade i Catalogue of Life.